# USB 3.0
USB 3.0, lançado em novembro de 2008, é a terceira versão principal do padrão Universal Serial Bus (USB) para interface de computadores e dispositivos eletrônicos. Entre outras melhorias, o USB 3.0 adiciona a nova taxa de transferência conhecida como SuperSpeed USB (SS) que pode transferir dados em até 5 Gbit/s (500 MB/s após a sobrecarga de codificação), que é cerca de 10 vezes mais rápido que o Hi-Speed (máximo para o padrão USB 2.0). Recomenda-se que os fabricantes diferenciem os conectores USB 3.0 de suas contrapartes USB 2.0 usando a cor azul para os receptáculos e plugues padrão A, e pelas iniciais SS.
O USB 3.1, lançado em julho de 2013, é o padrãosucessor que substitui o padrão USB 3.0. O USB 3.1 preserva a taxa de transferência SuperSpeed existente, dando-lhe o novo rótulo USB 3.1 Gen 1, enquanto define um novo modo de transferência SuperSpeed+, chamado USB 3.1 Gen 2 que pode transferir dados até 10 Gbit /s nos conectores USB3-tipo-A e USB-C existentes (1200 MB/s após a sobrecarga de codificação, mais que o dobro da taxa do USB 3.0).
O USB 3.2, lançado em setembro de 2017, substitui o padrão USB 3.1. Ele preserva os modos de dados USB 3.1 SuperSpeed e SuperSpeed+ existentes e apresenta dois novos modos de transferência SuperSpeed+ pelo conector USB-C usando operação de duas pistas, com taxas de dados de 10 e 20 Gbit/s (1200 e 2400 MB/s após a sobrecarga de codificação). Esta especificação foi renomeada para refletir a evolução de "gerações" de padrões USB (ou seja: USB3.2Gen1 é "SuperSpeed", USB3.2Gen2 também é "SuperSpeed", mas 2x mais rápido, USB3.2Gen2x2 também é comercializado como "SuperSpeed" mas é 4x mais rápido que 3.2Gen1). A nomenclatura tem sido amplamente criticada por especialistas da indústria e pelo público em geral por suas revisões confusas que não refletem de forma razoável ou apropriada as mensagens de marketing que as diretrizes prescrevem na especificação padrão, publicada em usb.org.

## Visão geral
A especificação do USB 3.0 é semelhante ao USB 2.0, mas com muitas melhorias e uma implementação alternativa. Os conceitos USB anteriores, como terminais e os quatro tipos de transferência (em massa, controle, isócrono e interrupção), são preservados, mas o protocolo e a interface elétrica são diferentes. A especificação define um canal fisicamente separado para transportar tráfego USB 3.0. As alterações nesta especificação trazem melhorias nas seguintes áreas:
- Velocidade de transferência – USB 3.0 adiciona um novo tipo de transferência chamado SuperSpeed ou SS, 5 Gbit/s (eletricamente, é mais parecido com PCI Express 2.0 e SATA do que USB 2.0)[10]
- Largura de banda aumentada – USB 3.0 usa dois caminhos de dados unidirecionais em vez de apenas um: um para receber dados e outro para transmitir
- Gerenciamento de energia – os estados de gerenciamento de energia do link U0 a U3 são definidos
- Uso de barramento aprimorado - um novo recurso é adicionado (usando pacotes NRDY e ERDY) para permitir que um dispositivo notifique de forma assíncrona o host de sua prontidão, sem necessidade de polling
- Suporte para mídia rotativa – o protocolo em massa é atualizado com um novo recurso chamado Stream Protocol que permite um grande número de fluxos lógicos dentro de um Endpoint

O USB 3.0 tem velocidades de transmissão de até 5 Gbit/s ou 500 MB/s, cerca de dez vezes mais rápido que o USB 2.0 (0,48 Gbit/s), mesmo sem considerar que o USB 3.0 é full duplex enquanto o USB 2.0 é half duplex. Isso dá ao USB 3.0 uma largura de banda bidirecional total potencial vinte vezes maior que o USB 2.0. Considerando o controle de fluxo, enquadramento de pacotes e sobrecarga de protocolo, os aplicativos podem esperar 450 MB/s de largura de banda.

### Arquitetura e recursos

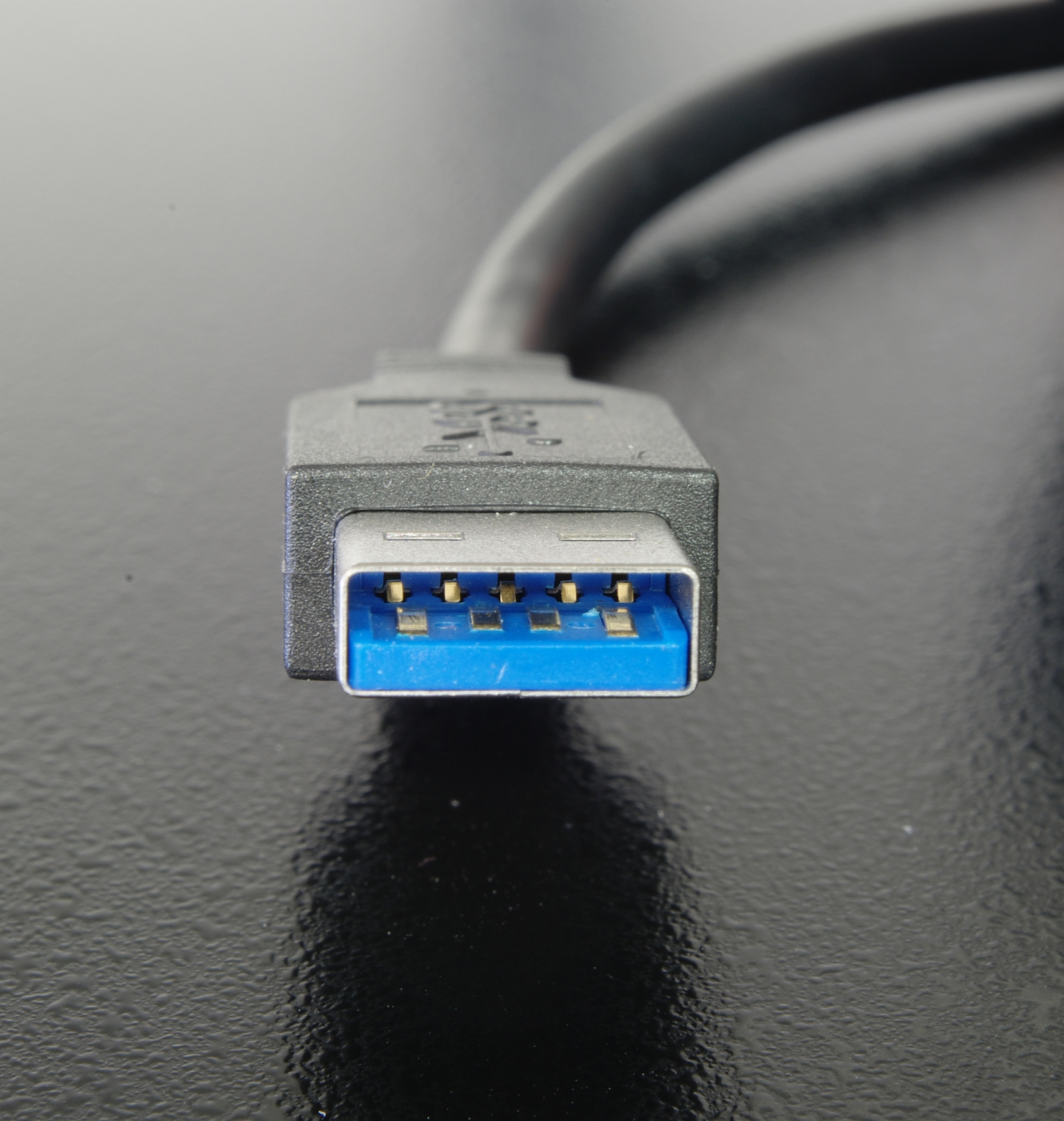
Vista frontal de um conector USB 3.0 padrão A, mostrando sua linha frontal de quatro pinos para compatibilidade com versões anteriores de USB 1.x/2.0 e uma segunda linha de cinco pinos para a nova conectividade USB 3.0. A inserção de plástico está na cor azul padrão USB 3.0 conhecida como Pantone 300C

No USB 3.0, a arquitetura de barramento duplo é usada para permitir que operações USB 2.0 (velocidade total, baixa velocidade ou alta velocidade) e USB 3.0 (supervelocidade) ocorram simultaneamente, proporcionando assim compatibilidade com versões anteriores. A topologia estrutural é a mesma, consistindo em uma topologia em estrela com um hub raiz no nível 0 e hubs em níveis inferiores para fornecer conectividade de barramento aos dispositivos.

### Transferência de dados e sincronização
A transação SuperSpeed é iniciada por uma solicitação do host, seguida por uma resposta do dispositivo. O dispositivo aceita a solicitação ou a rejeita; se aceito, o dispositivo envia dados ou aceita dados do host. Se o endpoint for interrompido, o dispositivo responderá com um handshake STALL. Se houver falta de espaço de buffer ou dados, ele responde com um sinal Not Ready (NRDY) para informar ao host que não é capaz de processar a solicitação. Quando o dispositivo está pronto, envia um Endpoint Ready (ERDY) para o host que reagenda a transação.
O uso de unicast e a quantidade limitada de pacotes multicast, combinados com notificações assíncronas, permite que os links que não estão passando pacotes ativamente sejam colocados em estados de energia reduzida, o que permite um melhor gerenciamento de energia.

### Codificação de dados
O barramento "SuperSpeed" fornece um modo de transferência a uma taxa nominal de 5,0 Gbit/s, além dos três modos de transferência existentes. Contabilizando a sobrecarga de codificação, a taxa de transferência de dados brutos é de 4 Gbit/s, e a especificação considera razoável atingir 3,2 Gbit/s (400 MB/s) ou mais na prática.
Todos os dados são enviados como um fluxo de segmentos de oito bits (um byte) que são embaralhados e convertidos em símbolos de 10 bits por meio da codificação 8b/10b; isso ajuda o receptor a decodificar corretamente, mesmo na presença de interferência eletromagnética (EMI). A codificação é implementada usando um registrador de deslocamento de realimentação linear de execução livre (LFSR). O LFSR é redefinido sempre que um símbolo COM é enviado ou recebido.
Ao contrário dos padrões anteriores, o padrão USB 3.0 não especifica um comprimento máximo de cabo, exigindo apenas que todos os cabos atendam a uma especificação elétrica: para cabeamento de cobre com fios AWG 26, o comprimento máximo prático é de 3 metros (10 pés).

### Potência e carregamento
Assim como nas versões anteriores do USB, o USB 3.0 fornece energia nominal de 5 volts. A corrente disponível para dispositivos SuperSpeed de baixa potência (uma unidade de carga) é de 150 mA, um aumento dos 100 mA definidos no USB 2.0. Para dispositivos SuperSpeed de alta potência, o limite é de seis unidades de carga ou 900 mA (4,5 W) — quase o dobro dos 500 mA do USB 2.0.:section 9.2.5.1 Power Budgeting
As portas USB 3.0 podem implementar outras especificações USB para maior potência, incluindo a Especificação de Carregamento de Bateria USB para até 1,5 A ou 7,5 W ou, no caso de USB 3.1, a Especificação de Fornecimento de Energia USB para carregar o dispositivo host de até 100 W.

## Disponibilidade

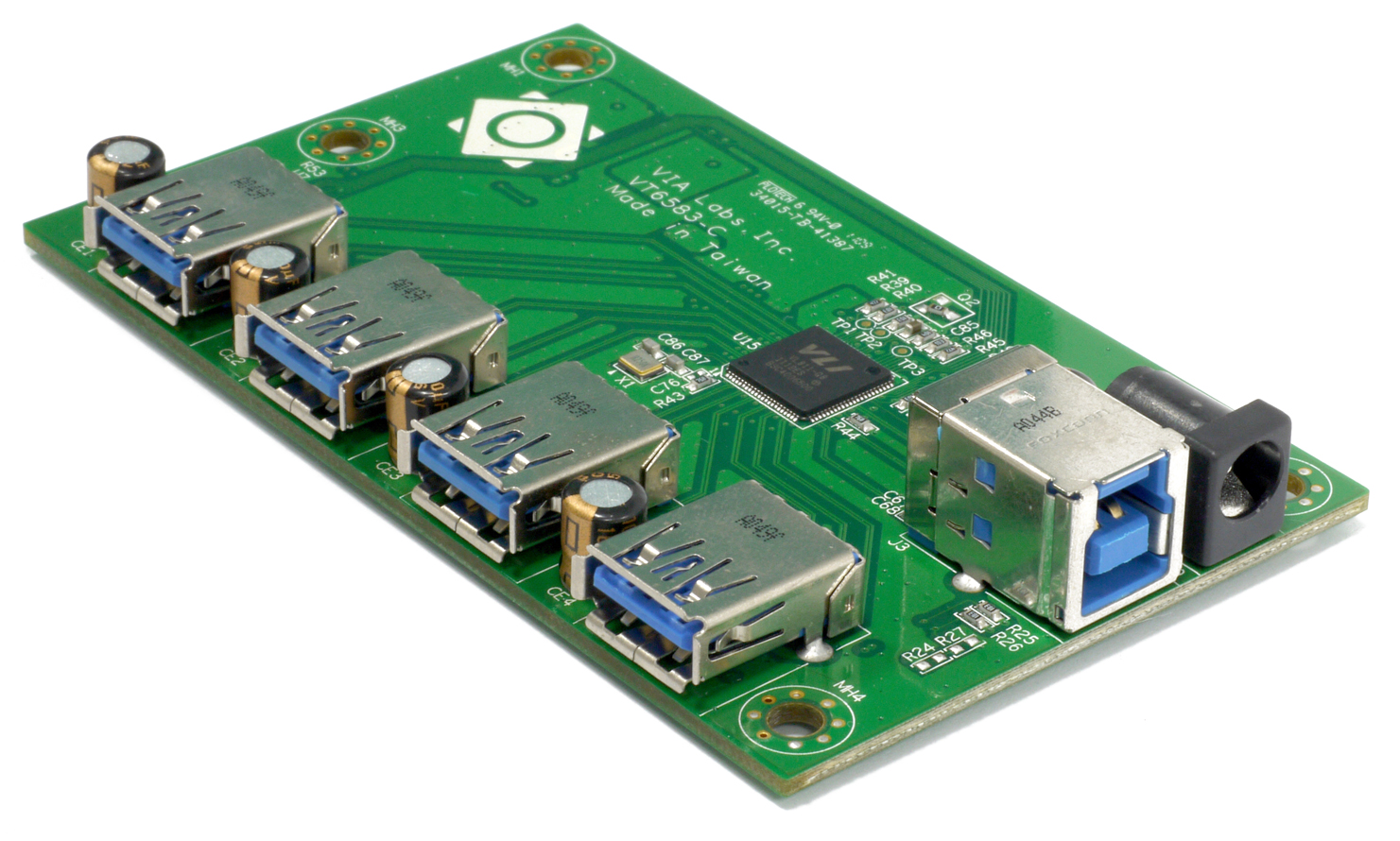
Placa de circuito interno e conectores de um hub USB 3.0 de quatro portas, usando um chipset VIA Technologies

O USB 3.0 Promoter Group anunciou em 17 de novembro de 2008 que a especificação da versão 3.0 foi concluída e fez a transição para o USB Implementers Forum (USB-IF), o corpo administrativo das especificações USB. Este movimento efetivamente abriu a especificação para desenvolvedores de hardware para implementação em produtos futuros.
Os primeiros produtos de consumo USB 3.0 foram anunciados e enviados pela Buffalo Technology em novembro de 2009, enquanto os primeiros produtos de consumo USB 3.0 certificados foram anunciados em 5 de janeiro de 2010, no Las Vegas Consumer Electronics Show (CES), incluindo duas placas-mãe da Asus e da Gigabyte Technology.
Os fabricantes de controladores de host USB 3.0 incluem, entre outros, Renesas Electronics, Fresco Logic, ASMedia, Etron, VIA Technologies, Texas Instruments, NEC e Nvidia. Em novembro de 2010, Renesas e Fresco Logic passaram pela certificação USB-IF. Placas-mãe para processadores Sandy Bridge da Intel também foram vistas com controladores de host Asmedia e Etron. Em 28 de outubro de 2010, a Hewlett-Packard lançou o HP Envy 17 3D apresentando um controlador de host Renesas USB 3.0 vários meses antes de alguns de seus concorrentes. AMD trabalhou com a Renesas para adicionar sua implementação USB 3.0 em seus chipsets para suas plataformas de 2011.[carece de fontes?] Na CES2011, a Toshiba apresentou um laptop chamado "Toshiba Qosmio X500" que incluía USB 3.0 e Bluetooth 3.0, e a Sony lançou uma nova série de laptops Sony VAIO que incluiria USB 3.0. Em abril de 2011, as séries Inspiron e Dell XPS estavam disponíveis com portas USB 3.0 e, em maio de 2012, a série de laptops Dell Latitude também; ainda assim, os hosts raiz USB falharam ao funcionar em SuperSpeed no Windows 8.

### Adicionando ao equipamento existente

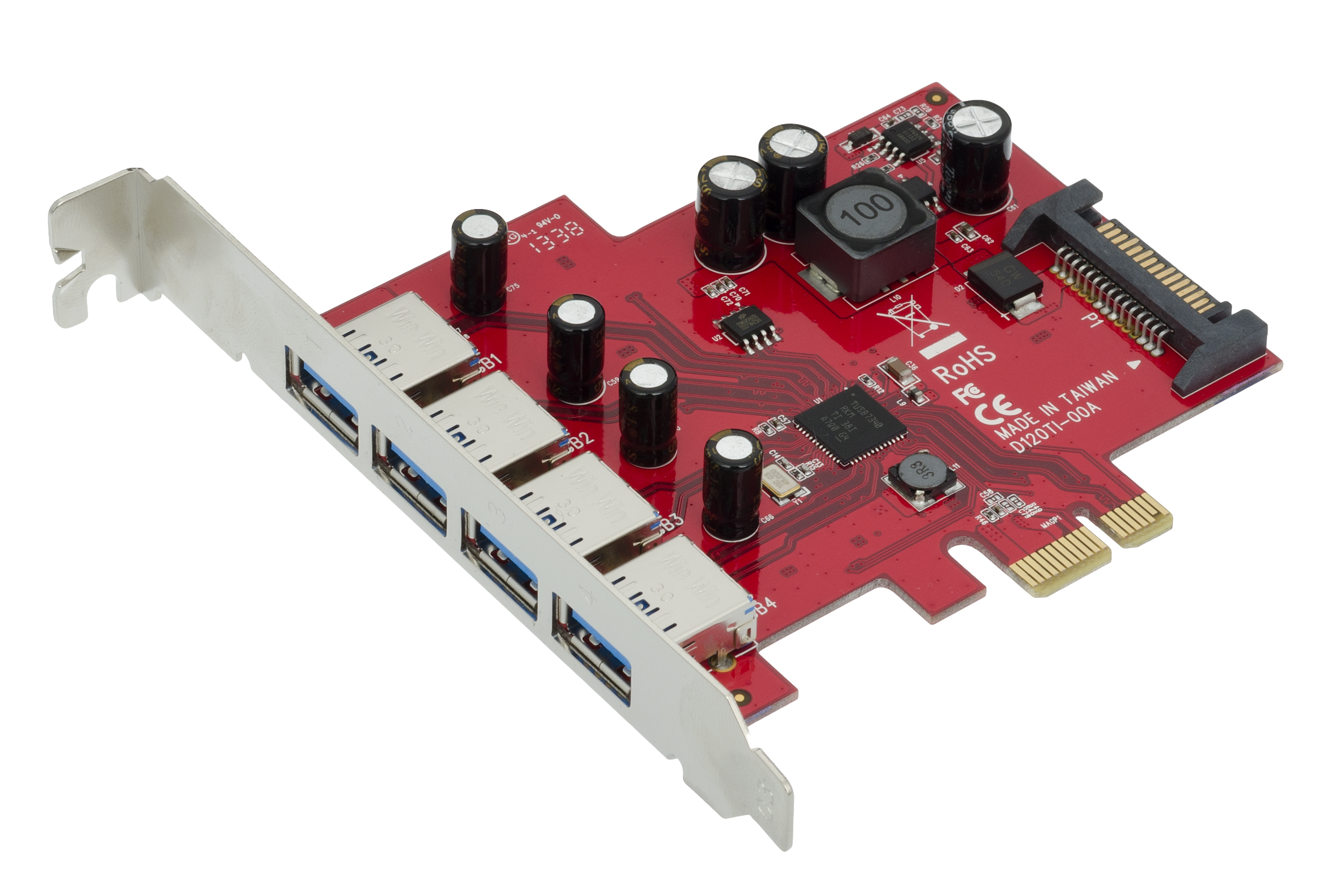
Um controlador USB 3.0 na forma de uma placa de expansão PCI Express

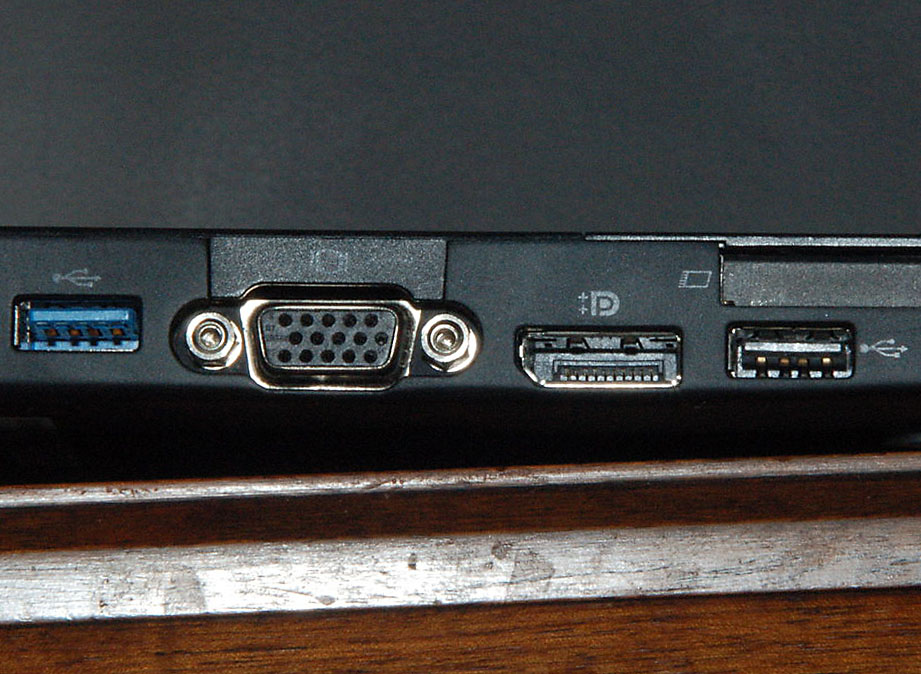
Conectores laterais em um computador portátil. Da esquerda para a direita: host USB 3.0, conector VGA, conector DisplayPort, host USB 2.0. Observe os pinos adicionais na parte superior da porta USB 3.0.

A energia adicional para várias portas em um laptop pode ser obtida das seguintes maneiras:
- Alguns adaptadores ExpressCard para USB 3.0 podem ser conectados por um cabo a uma porta USB 2.0 adicional no computador, que fornece energia adicional.
- O ExpressCard pode ter um soquete para uma fonte de alimentação externa.
- Se o dispositivo externo tiver um conector apropriado, ele pode ser alimentado por uma fonte de alimentação externa.
- A porta USB 3.0 fornecida por um adaptador ExpressCard para USB 3.0 pode ser conectada a um hub USB 3.0 alimentado separadamente, com dispositivos externos conectados a esse hub USB 3.0.

Nas placas-mãe de PCs desktop que possuem slots PCI Express (PCIe) (ou o padrão PCI mais antigo), o suporte a USB 3.0 pode ser adicionado como uma placa de expansão PCI Express. Além de um slot PCIe vazio na placa-mãe, muitas placas de expansão "PCI Express to USB 3.0" devem ser conectadas a uma fonte de alimentação, como um adaptador Molex ou fonte de alimentação externa, para alimentar muitos dispositivos USB 3.0, como telefones celulares, ou discos rígidos externos que não tenham outra fonte de energia além de USB; a partir de 2011, isso é frequentemente usado para fornecer de duas a quatro portas USB 3.0 com 0,9 A (4,5 W) de potência total de que cada porta USB 3.0 é capaz (ao mesmo tempo em que transmite dados), enquanto o próprio slot PCI Express não pode fornecer a quantidade necessária de energia.
Se conexões mais rápidas para dispositivos de armazenamento são o motivo para considerar o USB 3.0, uma alternativa é usar eSATAp, possivelmente adicionando um suporte de slot de expansão barato que fornece uma porta eSATAp; algumas unidades de disco rígido externas fornecem interfaces USB (2.0 ou 3.0) e eSATAp. Para garantir a compatibilidade entre placas-mãe e periféricos, todos os dispositivos certificados para USB devem ser aprovados pelo USB Implementers Forum (USB-IF). Pelo menos um sistema de teste de ponta a ponta completo para designers de USB 3.0 está disponível no mercado.

### Adoção
O USB Promoter Group anunciou o lançamento do USB 3.0 em novembro de 2008. Em 5 de janeiro de 2010, o USB-IF anunciou as duas primeiras placas-mãe USB 3.0 certificadas, uma da ASUS e outra da Giga-Byte Technology. Anúncios anteriores incluíram a lista da Gigabyte de outubro de 2009 de sete placas-mãe USB 3.0 com chipset P55, e uma placa-mãe Asus que foi cancelada antes da produção.
Esperava-se que os controladores comerciais entrassem em produção em volume no primeiro trimestre de 2010. Em 14 de setembro de 2009, a Freecom anunciou um disco rígido externo USB 3.0. Em 4 de janeiro de 2010, a Seagate anunciou um pequeno HDD portátil empacotado com um USB 3.0 ExpressCard adicional, direcionado para laptops (ou desktops com adição de slot ExpressCard) na CES em Las Vegas, Nevada.
A linha principal do kernel Linux contém suporte para USB 3.0 desde a versão 2.6.31, lançada em setembro de 2009.
O FreeBSD suporta USB 3.0 desde a versão 8.2, lançada em fevereiro de 2011.
O Windows 8 foi o primeiro sistema operacional da Microsoft a oferecer suporte integrado para USB 3.0. No Windows 7, o suporte não foi incluído na versão inicial do sistema operacional. No entanto, os drivers que permitem suporte para o Windows 7 estão disponíveis em sites de fabricantes de hardware.
A Intel lançou seu primeiro chipset com portas USB 3.0 integradas em 2012 com o lançamento do chipset Panther Point. Alguns analistas da indústria afirmaram que a Intel demorou a integrar o USB 3.0 no chipset, diminuindo assim a adoção do mainstream. Esses atrasos podem ser devido a problemas no processo de fabricação do CMOS, um foco para avançar a plataforma Nehalem, uma espera para amadurecer todos os padrões de conexões 3.0 (USB 3.0, PCIe 3.0, SATA 3.0) antes desenvolvendo um novo chipset, ou uma tática da Intel para favorecer sua nova interface Thunderbolt. A Apple, Inc. anunciou laptops com portas USB 3.0 em 11 de junho de 2012, quase quatro anos após a finalização do USB 3.0.
A AMD começou a oferecer suporte a USB 3.0 com seus Fusion Controller Hubs em 2011. A Samsung Electronics anunciou o suporte a USB 3.0 com sua plataforma Exynos 5 Dual baseada em ARM destinada a dispositivos portáteis.

## Problemas

### Velocidade e compatibilidade
Várias implementações anteriores do USB 3.0 usaram amplamente a família NEC/Renesas µD72020x de controladores de host, que são conhecidos por exigir uma atualização de firmware para funcionar corretamente com alguns dispositivos.
Um fator que afeta a velocidade dos dispositivos de armazenamento USB (mais evidente com dispositivos USB 3.0, mas também perceptível com dispositivos USB 2.0) é que os drivers do protocolo USB Mass Storage Bulk-Only Transfer (BOT) geralmente são mais lentos do que o protocolo USB Attached SCSI (Drivers UAS[P]).
Em algumas placas-mãe baseadas em Ibex Peak antigas (2009–2010), os chipsets USB 3.0 integrados são conectados por padrão por meio de uma via PCI Express de 2,5 GT/s do PCH, que então não fornecia velocidade PCI Express 2.0 completa (5 GT/s), por isso não fornecia largura de banda suficiente nem mesmo para uma única porta USB 3.0. As primeiras versões dessas placas (por exemplo, a Gigabyte Technology P55A-UD4 ou P55A-UD6) têm um switch manual (no BIOS) que pode conectar o chip USB 3.0 ao processador (em vez do PCH), que forneceu conectividade PCI Express 2.0 de velocidade total até então, mas isso significava usar menos pistas PCI Express 2.0 para a placa gráfica. No entanto, placas mais recentes (por exemplo, Gigabyte P55A-UD7 ou Asus P7P55D-E Premium) usavam uma ligação de canal técnica (no caso das placas fornecidas por um switch PLX PEX8608 ou PEX8613 PCI Express) que combina duas pistas PCI Express 2.5 GT/s em uma única pista PCI Express 5 GT/s (entre outras características), obtendo assim a largura de banda necessária da PCH.

### Interferência de radiofrequência
Dispositivos e cabos USB 3.0 podem interferir em dispositivos sem fio operando na banda ISM de 2,4 GHz. Isso pode resultar em uma queda na taxa de transferência ou perda total de resposta com dispositivos Bluetooth e Wi-Fi. Quando os fabricantes não conseguiram resolver os problemas de interferência a tempo, alguns dispositivos móveis, como o Vivo Xplay 3S, tiveram que abandonar o suporte para USB 3.0 pouco antes de serem lançados. Várias estratégias podem ser aplicadas para resolver o problema, variando de soluções simples, como aumentar a distância de dispositivos USB 3.0 de roteadores Wi-Fi e dispositivos Bluetooth, até a aplicação de blindagem adicional em torno de componentes internos do computador.

## Conectores
Um receptáculo USB 3.0 Standard-A aceita um plugue USB 3.0 Standard-A ou um plugue USB 2.0 Standard-A. Por outro lado, é possível conectar um plugue USB 3.0 Standard-A a um receptáculo USB 2.0 Standard-A. Este é um princípio de compatibilidade com versões anteriores. O Standard-A é usado para conectar a uma porta de computador, no lado do host.
Um receptáculo USB 3.0 Standard-B aceita um plugue USB 3.0 Standard-B ou um plugue USB 2.0 Standard-B. A compatibilidade com versões anteriores aplica-se à conexão de um plugue USB 2.0 Standard-B em um receptáculo USB 3.0 Standard-B. No entanto, não é possível conectar um plugue USB 3.0 Standard-B em um receptáculo USB 2.0 Standard-B, devido a um conector fisicamente maior. O Standard-B é usado no lado do dispositivo.
Como as portas USB 2.0 e USB 3.0 podem coexistir na mesma máquina e são semelhantes, a especificação USB 3.0 recomenda que o receptáculo USB 3.0 padrão A tenha um inserto azul (cor Pantone 300C). O mesmo código de cores se aplica ao plugue USB 3.0 Standard-A.:sections 3.1.1.1 and 5.3.1.3
O USB 3.0 também introduziu um novo plugue de cabo Micro-B, que consiste em um plugue de cabo Micro-B USB 1.x/2.0 padrão, com um plugue adicional de 5 pinos "empilhado" dentro dele. Dessa forma, o conector host USB 3.0 Micro-B preservou sua compatibilidade com versões anteriores com os plugues do cabo USB 1.x/2.0 Micro-B, permitindo que dispositivos com portas USB 3.0 Micro-B funcionem em velocidades USB 2.0 em USB 2.0 Micro-B cabos. No entanto, não é possível conectar um plugue USB 3.0 Micro-B em um receptáculo USB 2.0 Micro-B, devido a um conector fisicamente maior.

### Pinagem
O conector tem a mesma configuração física de seu antecessor, mas com mais cinco pinos.
Os pinos VBUS, D−, D+ e GND são necessários para a comunicação USB 2.0. Os pinos USB 3.0 adicionais são dois pares diferenciais e um terra (GND_DRAIN). Os dois pares diferenciais adicionais são para transferência de dados SuperSpeed; eles são usados para sinalização SuperSpeed full duplex. O pino GND_DRAIN é para terminação do fio dreno e para controlar EMI e manter a integridade do sinal.
| Pino | Cor      | Nome do sinal | Nome do sinal | Descrição                                            |
| Pino | Cor      | Conector A    | Conector B    | Descrição                                            |
| --- | -------- | ------------- | ------------- | ---------------------------------------------------- |
| Shell | —        | Shield        | Shield        | Carcaça de metal                                     |
| 1 | Vermelho | VBUS          | VBUS          | Power                                                |
| 2 | Branco   | D−            | D−            | Par diferencial USB 2.0                              |
| 3 | Verde    | D+            | D+            | Par diferencial USB 2.0                              |
| 4 | Preto    | GND           | GND           | Terra para retorno de energia                        |
| 5 | Azul     | StdA_SSRX−    | StdB_SSTX−    | Par diferencial do receptor SuperSpeed               |
| 6 | Amarelo  | StdA_SSRX+    | StdB_SSTX+    | Par diferencial do receptor SuperSpeed               |
| 7 | —        | GND_DRAIN     | GND_DRAIN     | Terra para retorno de sinal                          |
| 8 | Roxo     | StdA_SSTX−    | StdB_SSRX−    | Par diferencial do transmissor SuperSpeed            |
| 9 | Laranja  | StdA_SSTX+    | StdB_SSRX+    | Par diferencial do transmissor SuperSpeed            |
| O conector USB 3.0 Powered-B possui dois pinos adicionais para alimentação e aterramento fornecidos ao dispositivo. |          |               |               |                                                      |
| 10 | —        | —             | DPWR          | Energia fornecida ao dispositivo (somente Powered-B) |
| 11 | —        | —             | DGND          | Terra para retorno DPWR (somente Powered-B)          |

### Compatibilidade com versões anteriores

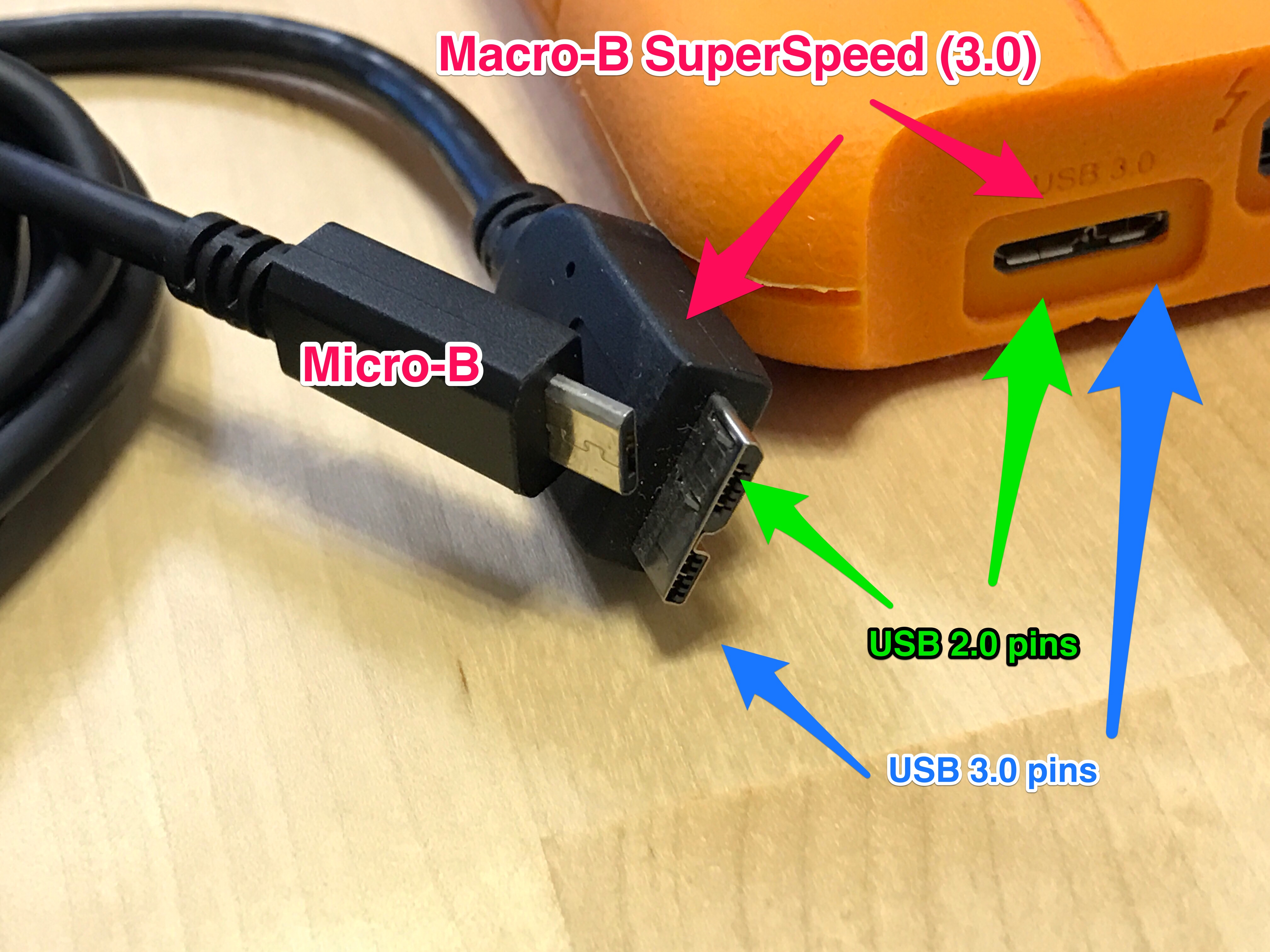
USB Micro-B USB 2.0 vs USB Micro-B SuperSpeed (USB 3.0)

Os plugues e receptáculos USB 3.0 e USB 2.0 (ou anterior) tipo A foram projetados para interoperar.
Os receptáculos USB 3.0 Tipo B, como os encontrados em dispositivos periféricos, são maiores do que no USB 2.0 (ou versões anteriores) e aceitam o plugue USB 3.0 Tipo B maior e o USB 2.0 (ou anterior) Tipo B menor plugue. Os plugues USB 3.0 Tipo B são maiores que os plugues USB 2.0 (ou anteriores) Tipo B; portanto, plugues USB 3.0 Tipo-B não podem ser inseridos em receptáculos USB 2.0 (ou anteriores) Tipo-B.
O plugue e o receptáculo Micro USB 3.0 (Micro-B) destinam-se principalmente a pequenos dispositivos portáteis, como smartphones, câmeras digitais e dispositivos GPS. O receptáculo Micro USB 3.0 é compatível com o plugue Micro USB 2.0.
Um receptáculo para eSATAp, que é uma combinação eSATA/USB, foi projetado para aceitar plugues USB Tipo A de USB 2.0 (ou anterior), portanto, também aceita plugues USB 3.0 Tipo A.

## USB 3.1

O logotipo da embalagem SuperSpeed+ USB 10 Gbit/s

Em janeiro de 2013, o grupo USB anunciou planos para atualizar o USB 3.0 para 10 Gbit/s (1250 MB/s). O grupo acabou criando uma nova especificação USB, USB 3.1, que foi lançada em 31 de julho de 2013, substituindo o padrão USB 3.0. A especificação USB 3.1 assume a taxa de transferência SuperSpeed USB existente do USB 3.0, agora conhecida como USB 3.1 Gen 1, e introduz uma taxa de transferência mais rápida chamada SuperSpeed USB 10 Gbps, conhecida como USB 3.1 Gen 2, colocando a par com um único canal Thunderbolt de primeira geração. O logotipo do novo modo apresenta uma legenda estilizada como SUPERSPEED+; refere-se ao protocolo SuperSpeed Plus atualizado. O modo USB 3.1 Gen 2 também reduz a sobrecarga de codificação de linha para apenas 3%, alterando o esquema de codificação para 128b/132b, com taxa de dados efetiva de 1.212 MB/s. A primeira implementação do USB 3.1 Gen 2 demonstrou velocidades de transferência reais de 7,2 Gbit/s.
O padrão USB 3.1 é compatível com USB 3.0 e USB 2.0. Ele define os seguintes modos de transferência:
- USB 3.1 Gen 1 – SuperSpeed, taxa de sinalização de dados de 5 Gbit/s em 1 faixa usando codificação 8b/10b (500 MB/s efetivos); o mesmo que USB 3.0
- USB 3.1 Gen 2 – SuperSpeed+, nova taxa de dados de 10 Gbit/s em 1 faixa usando codificação 128b/132b (1212 MB/s efetivos)

A taxa de dados nominal em bytes considera a sobrecarga de codificação de bits. A taxa de bits SuperSpeed física é de 5 Gbit/s. Como a transmissão de cada byte leva 10 bits, a sobrecarga de dados brutos é de 20%, portanto a taxa de bytes é de 500 MB/s, não 625. Da mesma forma, para o link Gen 2, a codificação é 128b/132b, portanto, a transmissão de 16 bytes fisicamente leva 16,5 bytes ou 3% de sobrecarga. Portanto, a nova taxa de bytes é 128/132 * 10 Gbit/s = 9,697 Gbit/s = 1212 MB/s. Na realidade, o modo SuperSpeed+ tem gerenciamento de link adicional e sobrecarga de protocolo, portanto, as taxas de dados atingíveis na melhor das hipóteses são de cerca de 1100 MB/s.
Essa renomeação do USB 3.0 como "USB 3.1 Gen 1" permitiu que os fabricantes anunciassem produtos com taxas de transferência de apenas 5 Gbit/s como "USB 3.1", omitindo a geração.

## USB 3.2

O logotipo da embalagem SuperSpeed+ USB 20Gbit/s

Em 25 de julho de 2017, um comunicado de imprensa do USB 3.0 Promoter Group detalhou uma atualização pendente para a especificação USB Type-C, definindo a duplicação da largura de banda para os cabos USB-C existentes. De acordo com a especificação USB 3.2, lançada em 22 de setembro de 2017, os cabos USB-C 3.1 Gen 1 com certificação SuperSpeed existentes poderão operar a 10 Gbit/s (acima de 5 Gbit/s) e USB-C 3.1 com certificação SuperSpeed+ Os cabos Gen 2 poderão operar a 20 Gbit/s (acima de 10 Gbit/s). O aumento na largura de banda é resultado da operação multipista sobre os fios existentes destinados aos recursos de flip-flop do conector USB-C.
O padrão USB 3.2 é compatível com USB 3.1/3.0 e USB 2.0. Ele define os seguintes modos de transferência:
- USB 3.2 Gen 1 – SuperSpeed, taxa de sinalização de dados de 5 gigabits por segundo (Gbit/s) em 1 pista usando codificação 8b/10b (500 MB/s efetivos), o mesmo que USB 3.1 Gen 1 e USB 3.0.

USB 3.2 Gen 2 – SuperSpeed+, taxa de dados de 10 gigabits por segundo (Gbit/s) em 1 faixa usando codificação 128b/132b (1212 MB/s efetivos), igual ao USB 3.1 Gen 2.
- USB 3.2 Gen 1×2 – SuperSpeed+, nova taxa de dados de 10 gigabits por segundo (Gbit/s) em 2 pistas usando codificação 8b/10b (efetivo 1000 MB/s).
- USB 3.2 Gen 2×2 – SuperSpeed+, nova taxa de dados de 20 gigabits por segundo (Gbit/s) em 2 faixas usando codificação 128b/132b (2424 MB/s efetivos).

Assim como na versão anterior, aplicam-se as mesmas considerações sobre codificação e taxas de dados efetivas. Embora Gen 1×2 e Gen 2×1 sinalizem a 10 Gbit/s, Gen 1×2 usa a codificação de linha 8b/10b mais antiga e menos eficiente, que resulta em uma velocidade efetiva mais baixa, com o protocolo SuperSpeed+ mais recente.
Em maio de 2018, a Synopsys demonstrou a primeira conexão USB 3.2 Gen 2×2, onde um PC com Windows foi conectado a um dispositivo de armazenamento, atingindo uma velocidade média de 1600 MB/s.
O USB 3.2 é compatível com os drivers USB padrão do Windows 10 e nos kernels Linux 4.18 e posteriores.
Em fevereiro de 2019, o USB-IF simplificou as diretrizes de marketing excluindo o modo Gen 1 × 2 e exigiu que os logotipos do tridente SuperSpeed incluíssem a velocidade máxima de transferência.
| Nome de marketing recomendado por USB-IF | Logo | Nome de marketing mais antigo | Especificação USB 3.2 | Especificações mais antigas (primeira publicação) | Dual-lane | Codificação | Velocidade nominal | Rendimento bruto (efetivo) | Conectores               |
| ---------------------------------------- | ---- | ----------------------------- | --------------------- | ------------------------------------------------- | --------- | ----------- | ------------------ | -------------------------- | ------------------------ |
| SuperSpeed USB 5Gbps                     |      | SuperSpeed USB                | USB 3.2 Gen 1x1       | USB 3.1 Gen 1 (USB 3.0)                           | Não       | 8b/10b      | 5 Gbit/s           | 0.5 GB/s                   | USB-A, B, micro B, USB-C |
| SuperSpeed USB 10Gbps                    |      | SuperSpeed USB 10 Gbps        | USB 3.2 Gen 2x1       | USB 3.1 Gen 2 (USB 3.1)                           | Não       | 128b/132b   | 10 Gbit/s          | 1.212 GB/s                 | USB-A, B, micro B, USB-C |
| —                                        | —    | —                             | USB 3.2 Gen 1x2       | (USB 3.2)                                         | Sim       | 8b/10b      | 10 Gbit/s          | 1 GB/s                     | USB-C                    |
| SuperSpeed USB 20Gbps                    |      | —                             | USB 3.2 Gen 2x2       | (USB 3.2)                                         | Sim       | 128b/132b   | 20 Gbit/s          | 2.422 GB/s                 | USB-C                    |